# Isodon myriocladus
Isodon myriocladus là một loài thực vật có hoa trong họ Hoa môi. Loài này được C.Chen mô tả khoa học đầu tiên năm 1995.